# Puerta del Sur (metropolitana di Madrid)
Puerta del Sur è una stazione di scambio della metropolitana di Madrid tra la Linea 10 e la Linea 12. Si trova sotto l'incrocio tra Avenida de Leganés, Avenida de la Libertad e Avenida del Olímpico Fernández Ochoa, nel comune di Alcorcón.
È una stazione strutturata su due livelli. Nel livello -1 si trovano le banchine Linea 10, e nel livello -2, si trovano le banchine della Linea 12, perpendicolari l'una all'altra. Nella stazione è possibile trovare una delle sedi della Bibliometro del Metro de Madrid.

## Storia
La stazione La linea fu inaugurata il 11 aprile 2003 insieme alle stazioni tra Colonia Jardín e la stessa sulla linea 10.
A seguito di lavori, nel 2014 e il 2015, la parte della stazione facente capo alla parte della Linea 10 rimase chiusa. La ragione di questi lavori è stata la sostituzione delle rotaie e della massicciata. I miglioramenti, che hanno avuto un costo di 12,5 milione di euro, hanno permesso ai treni di circolare a più di 70 chilometri all'ora rispetto ai 30 chilometri con cui circolavano prima dei lavori.

## Interscambi
- 2
- 450, 551